# Трапеция (гимнастический снаряд)

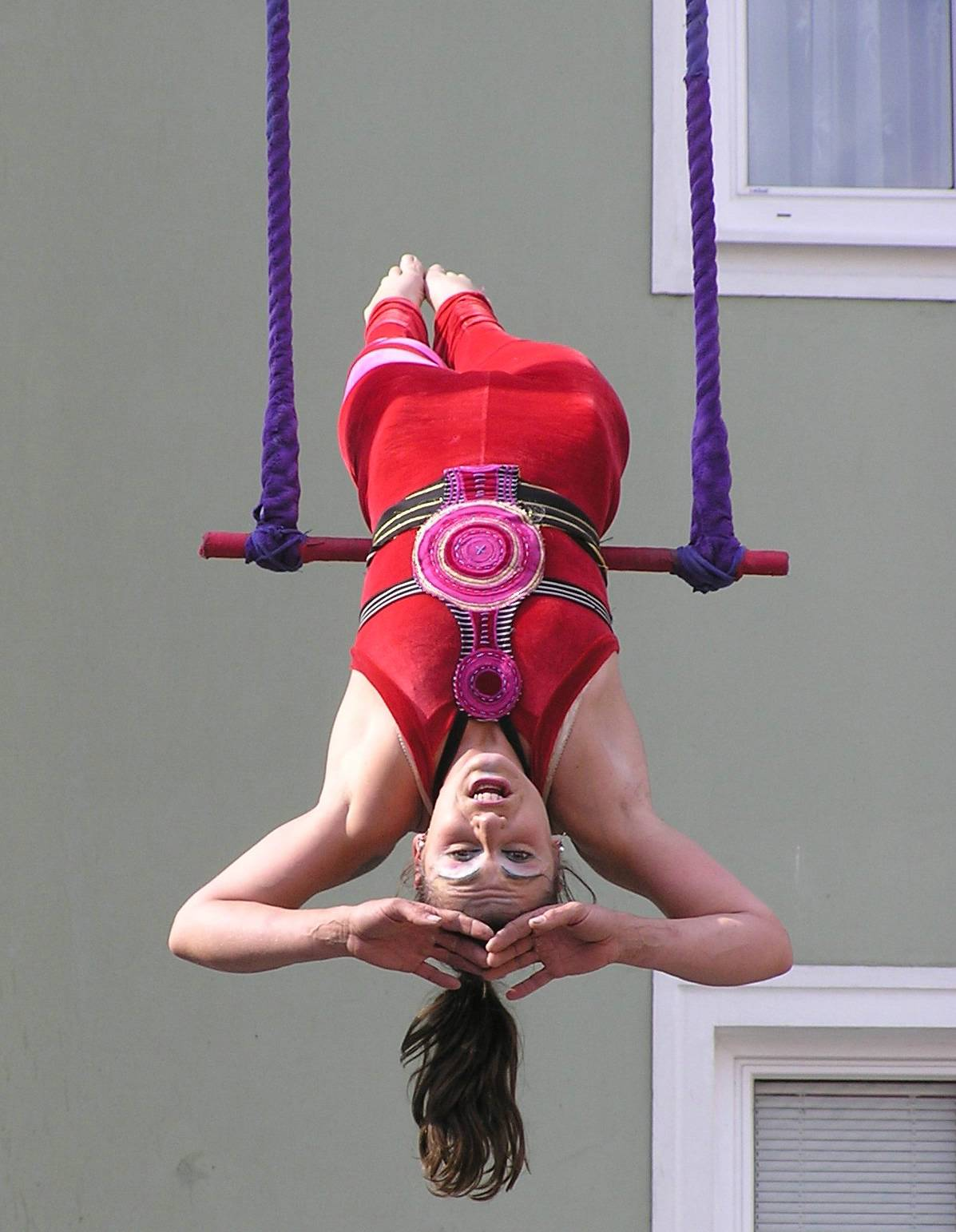

Трапе́ция — гимнастический снаряд, представляющий собой горизонтальную деревянную или металлическую перекладину, закреплённую на длинных вертикальных тросах. Первоначально трапеция использовалась в спорте. В середине XIX века появилась в цирковых представлениях.

## Конструкция
Элементы трапеции имеют следующие параметры:
- гриф — металлическая перекладина длиной 60-65 см (в некоторых случаях — до 90 см) и диаметром 25-30 мм;
- тросы или верёвки — обычно 4 м длиной.

В цирке трапеция закрепляется за штамборт — металлическую перекладину, неподвижно закреплённую на высоте.

## Трапеция в цирке
Трапеция используется в цирковых выступления как солирующих артистов, так и групп. Трюки могут выполняться на неподвижной трапеции или на раскачивающейся. Трюки выполняются в висе или в упоре, также используются обороты вокруг трапеции и «обрывы» — быстрая смена одного положения на другое, а при использовании нескольких трапеций — перелёты с одной на другую.